# Eunidia argentea
Eunidia argentea là một loài bọ cánh cứng trong họ Cerambycidae.